# Tina Weirather
Christina (Tina) Weirather (Vaduz, 24 mei 1989) is een Liechtensteinse alpineskiester. Ze vertegenwoordigde haar vaderland op de Olympische Winterspelen 2006 in Turijn en de Olympische Winterspelen 2018 in Pyeongchang. Weirather is de dochter van de voormalige alpineskiërs Harti Weirather en Hanni Wenzel.

## Carrière
Op de wereldkampioenschappen alpineskiën 2005 in Bormio eindigde Weirather als eenendertigste op de Super G. Ze maakte haar wereldbekerdebuut in oktober 2005 in Sölden. Tijdens de Olympische Winterspelen van 2006 in Turijn eindigde de Liechtensteinse als drieëndertigste op de Super G, op de afdaling wist ze niet te finishen.
In december 2006 scoorde Weirather in Reiteralm haar eerste wereldbekerpunten, een maand later behaalde ze in Altenmarkt-Zauchensee haar eerste toptienklassering in een wereldbekerwedstrijd. In Åre nam de Liechtensteinse deel aan de wereldkampioenschappen alpineskiën 2007, op dit toernooi wist ze echter geen enkel resultaat neer te zetten. Tijdens een wereldbekerwedstrijd op de afdaling in januari 2010 in Cortina d'Ampezzo liep ze bij een val een knieblessure op. Hierdoor miste Weirather de Olympische Winterspelen 2010 in Vancouver en het daaropvolgende wereldbekerseizoen 2010/2011.
Haar rentree in het wereldbekercircuit maakte ze in oktober 2011 in Sölden, zes weken later stond Weirather in Lake Louise voor de eerste maal in haar carrière op het podium van een wereldbekerwedstrijd. Op de wereldkampioenschappen alpineskiën 2013 in Schladming eindigde de Liechtensteinse als dertiende op de afdaling en als 27e op de reuzenslalom. Op 1 maart 2013 boekte ze in Garmisch-Partenkirchen haar eerste wereldbekerzege. Weirather kwalificeerde zich voor de Olympische Winterspelen 2014 in Sotsji. Tijdens de trainingen voor de Olympische afdaling kwam Weirather ten val waarbij ze zich blesseerde aan haar linkeronderbeen. Als gevolg van deze blessure kon ze niet deelnemen aan de Winterspelen en moest ze voortijdig haar wereldbekerseizoen beëindigen. Op dat moment stond Weirather tweede in de tussenstand van de algemene wereldbeker. Weirather eindigde alsnog 5e in de eindstand.
In Beaver Creek nam ze deel aan de wereldkampioenschappen alpineskiën 2015. Op dit toernooi eindigde ze als vierde op de reuzenslalom, als zesde op de Super G en als elfde op de afdaling. Op de Wereldkampioenschappen alpineskiën 2017 in Sankt Moritz behaalde Weirather de zilveren medaille op de Super G. Weirather was de beste in het eindklassement van de Super G in de wereldbeker alpineskiën 2016/2017. Tijdens de Olympische Winterspelen van 2018 in Pyeongchang veroverde de Liechtensteinse de bronzen medaille op de Super G, daarnaast eindigde ze als vierde op de afdaling en als 22e op de reuzenslalom. In het seizoen 2017/2018 prolongeerde ze de eindzege in de wereldbeker Super G.

## Resultaten

### Olympische Spelen
| Jaar | Plaats      | Resultaten                               |
| ---- | ----------- | ---------------------------------------- |
| 2006 | Turijn      | DNF Afdaling 33e Super G                 |
| 2014 | Sotsji      | DNS Afdaling DNS Super G                 |
| 2018 | Pyeongchang | 4e Afdaling · 22e Reuzenslalom · Super G |

### Wereldkampioenschappen
| Jaar | Plaats       | Resultaten                                                      |
| ---- | ------------ | --------------------------------------------------------------- |
| 2005 | Bormio       | 31e Super G                                                     |
| 2007 | Åre          | DNF Reuzenslalom DNF Super G                                    |
| 2013 | Schladming   | 13e Afdaling DNF1 Super G DNS2 Supercombinatie 27e Reuzenslalom |
| 2015 | Beaver Creek | 4e Reuzenslalom 6e Super G 11e Afdaling                         |
| 2017 | Sankt Moritz | Super G · 10e Afdaling · 19e Reuzenslalom · DNS1 Combinatie     |

### Wereldbeker
Eindklasseringen
| Seizoen   | Algm | AD     | SL | RS  | SG     | SC  |
| --------- | ---- | ------ | -- | --- | ------ | --- |
| 2006/2007 | 56e  | 43e    | -  | 23e | 51e    | 16e |
| 2007/2008 | 109e | -      | -  | 39e | -      | -   |
| 2009/2010 | 58e  | 38e    | -  | 41e | 25e    | 32e |
| 2011/2012 | 9e   | Zilver | -  | 30e | 7e     | 33e |
| 2012/2013 | 18e  | 6e     | -  | 37e | 9e     | -   |
| 2013/2014 | 5e   | 4e     | -  | 10e | Brons  | 17e |
| 2014/2015 | 10e  | 7e     | -  | 10e | 8e     | -   |
| 2015/2016 | 4e   | 8e     | -  | 5e  | Zilver | -   |
| 2016/2017 | 7e   | 5e     | -  | 13e | Goud   | -   |
| 2017/2018 | 6e   | Brons  | -  | 31e | Goud   | -   |
| 2018/2019 | 17e  | 15e    | -  | 56e | Brons  | -   |
| 2019/2020 | 34e  | 23e    | -  | -   | 16e    | -   |

Wereldbekerzeges
| Datum            | Plaats                 | Onderdeel    |
| ---------------- | ---------------------- | ------------ |
| 1 maart 2013     | Garmisch-Partenkirchen | Super G      |
| 14 december 2013 | Sankt Moritz           | Super G      |
| 22 december 2013 | Val-d'Isère            | Reuzenslalom |
| 7 maart 2015     | Garmisch-Partenkirchen | Afdaling     |
| 21 februari 2016 | La Thuile              | Super G      |
| 17 maart 2016    | Sankt Moritz           | Super G      |
| 16 maart 2017    | Aspen                  | Super G      |
| 3 december 2017  | Lake Louise            | Super G      |
| 3 maart 2018     | Crans-Montana          | Super G      |